# I. Narsak szászánida király
Narsak (Naršak, görögül Narszész, ? – 302) a Szászánida Birodalom királya 293-302 között. A trónt testvére unokájától, III. Bahrámtól vette el, annak rövid, mindössze négy hónapos uralkodása után. Újabb Róma elleni háborúba kezdett. A későbbi Galerius császárt (305-311) 296-ban legyőzte az Eufrátesz melletti Callinicumban. 297-ben egy római rajtaütésben vereséget szenvedett, mikor háremével Arméniában járt. A háborút lezáró tárgyalások során a Szászánidák minden, a Tigris folyótól nyugatra fekvő területet átengedtek Rómának és ígéretet tettek rá, hogy nem szólnak bele Arménia és Kartli ügyeibe. Ezután a súlyos vereség után Narszé 302-ben lemondott trónjáról, és még ebben az évben meghalt. A trónon fia, II. Hurmuz követte.

## Fordítás
- Ez a szócikk részben vagy egészben  az   Imperio Sasánida című spanyol Wikipédia-szócikk fordításán alapul.  Az eredeti cikk szerkesztőit annak laptörténete sorolja fel. Ez a jelzés csupán a megfogalmazás eredetét és a szerzői jogokat jelzi, nem szolgál a cikkben szereplő információk forrásmegjelöléseként.

| Előző uralkodó: III. Bahrám | Szászánida király 293 – 302 | Következő uralkodó: II. Hurmuz |